# Kalle Leander
Kalle Leander, född 1981, är en svensk operasångare (tenor), skådespelare, artist, manusförfattare och scenkonstnär.
Som operasångare har Leander jobbat på bland annat Kungliga Operan i Stockholm, Folkoperan, Drottningholms Slottsteater, Opera på Skäret, Göteborgsoperan, Den Norske Opera & Ballett, Danish National Opera och Skånska Operan.
Som oratoriesolist har han sjungit med orkestrar såsom Kungliga Filharmonikerna, Helsingborgs Symfoniorkester och Drottningholms Barockensemble. I konsertsammanhang har han framträtt på bland annat Malmö Konserthus, Kungliga Slottet, Blå hallen, Stockholms Stadshus, Guldfoajén (Kungliga Operan), Nybrokajen, Spira i Jönköping, Växjö Konserthus, Helsingborgs Konserthus, Stora Teatern i Göteborg, Göteborgs Konserthus, Eriksbergshallen på West Pride i Göteborg, Musikkens Hus i Aalborg, Opera på Skäret, Aula Magna Santa Lucia i Bologna, Teatro Forlì och Ystad International Military Tattoo.

## Biografi

### Utbildning
Leander är utbildad vid Operahögskolan i Stockholm, Musikhögskolan i Malmö och Musikkonservatoriet i Falun. 

### Tidiga år
Leander började spela cello som 7-åring och som 8-åring fick han möjlighet att spela duett med framstående cellisten Guido Vecchi. Som 10-årig gossopran fick sången mer plats och han sjöng regelbundet solo i Lunds Domkyrka. Sitt första större solo i ett oratorium gjorde Leander redan som 17-åring i Lars Erik Larssons Förklädd Gud i Stadshallen i Lund. Leander tog lektioner för bland andra hovsångaren Erik Saedén. De tidiga operastudierna inkluderade en inbjudan att provsjunga på La Scala i Milano, tillsammans med nio andra unga operasångare från hela världen.

### Karriär
Leander tillsattes 2008 i rollen som ”Anatolij” i en norsk-svensk produktion av musikalen Chess vilken ställdes in. Leander gjorde officiell operadebut i huvudrollen "Nemorino" i Donizettis Kärleksdrycken på Folkoperan i Stockholm, och omnämndes bland annat av Svenska Dagbladet som "en häpnadsväckande Jussi-röst". 
År 2016 blev han medlem i den engelsk-svenska tenorgruppen TENORI med grundaren, den engelska tenoren, Alexander Grove. Som skådespelare debuterade Leander i farsen Tre damer i leken, med bland andra Jenny Silver och Anna Bromée på Tullateatern 2017. Han skrev även manus till pjäsen Doktor Glas möter samtidens tonsättare, som uruppfördes av Opera Estrad på Gathenhielmska huset i Göteborg 2017 och till föreställningen Navet som spelades 2017 på Kronhuset i Göteborg.
Leander var medskribent, medregissör och musikalisk medarrangör till opera- och scenkonstverket the Opening vilket uruppfördes 2018, i samarbete med Los Angeles-baserade String Theory Harp. Bestående av bland andra fyrfaldigt Emmy Award-belönade Vivek Maddala och grundarna Luke och Holly Rothschild, på Gothenburg Fringe Festivals.. Leander var också en av upphovspersonerna till uppföljaren av the Opening med namnet Frozen Waterfall - Alive & Site Specific, specialskriven för Halland Opera & Vocal Festival 2022. Även denna i samarbete med String Theory Harp.
Tillsammans med regissören Isabel Lagos skriver han också filmmanus, till operafilmen Frozen Waterfall.

## Melodifestivalen och senare år
År 2022 medverkade Leander i Melodifestivalen som en av medlemmarna i den brittisk-svenska tenorgruppen Tenori. De tävlade med melodin La Stella, skriven av bland andra Bobby Ljunggren. Samma år (flyttad från 2021 till följd av covid-19) skulle Leander ha gjort den manliga huvudrollen ”Anatolij” i Chess på Helsingborg Arena  mot bland andra Loa Falkman, Gunilla Backman, Anders Ekborg och Gert Fylking. Drygt en vecka före premiären avslutade dock produktionen kontroversiellt samarbetet med Leander. Huvudrollen ”Anatolij” spelades istället av Ekborg. Leander var konstnärlig ledare för produktionen sedan 2019.
Sedan 2022 är Leander ”Head of artists” för upplevelse-appen ”Xplories”.
I november 2023 blev Leander producent för Sveriges första operanattklubb, ”Clubb Callas” på Hamburger Börs i Stockholm.
Leander är konstnärlig ledare och medproducent till världens första musikal om Vasaskeppet, ”Vasa - the Musical”, som sätts upp i Stockholm 2025. I september 2024 gjordes en konsertversion inför Kungen och Drottningen på Kungliga Slottet där Leander också spelade rollen som Gustav II Adolf. Föreställningen innehöll nyskrivna texter av Herman Lindqvist.
Hösten 2025 sätter Leander, som producent och konstnärlig ledare, upp den historiska musikalshowen ”This is the moment” på Göta Lejon i Stockholm. Medverkar på scen gör historikern Herman Lindqvist och musikalartisterna Emmi Christensson, Janne Åström och Nina Söderqvist, samt Leander själv.
Leander har gjort flera framträdanden i svensk TV och radio och har bland annat blivit spelad i WQXR - New Yorks ledande radiokanal för klassisk musik.

## Stipendier och utmärkelser
Bland stipendier och utmärkelser kan nämnas Anders Sandrews stipendium, Sture Wilhelmssons Musikstipendium och ”Årets stjärnskott i Skåne”. Han var finalist i den internationella Malmö Vocal Competition och har tilldelats Kungliga Musikaliska Akademiens nationella stipendium fem gånger i rad.